# امیرحسین فیروزپور
امیرحسین فیروزپور کشتی‌گیر آزادکار ، ورزشکار تیم ملی ایران است. او اهل مازندران شهر بابل است.
وی سابقه کسب مدال طلا در مسابقات کشتی آزاد آسیایی بزرگسالان ۲۰۲۲ را دارد.

## افتخارات

#### قهرمانی آسیا
- قهرمانی کشتی آسیا اولان‌باتور ۲۰۲۲ – ۹۲ ک‌گ
- قهرمانی کشتی آسیا بیشکک ۲۰۲۴ – ۹۲ ک‌گ
- قهرمانی کشتی آسیا امان ۲۰۲۵ – ۹۲ ک‌گ

### رده پایه
- قهرمانی کشتی زیر ۲۳ سال جهان بلگراد ۲۰۲۱ – ۹۲ ک‌گ
- قهرمانی کشتی زیر ۲۳ سال جهان پنتبدرا ۲۰۲۲ – ۹۲ ک‌گ
- قهرمانی کشتی زیر ۲۳ سال جهان تیرانا ۲۰۲۴ – ۹۲ ک‌گ
- قهرمانی نوجوانان جهان اوفا ۲۰۲۱ – ۸۶ ک‌گ
- قهرمانی نوجوانان جهان صوفیه ۲۰۲۲ – ۹۲ ک‌گ

### سایر
- یادبود یاشار دوغو استانبول ۲۰۲۱ – ۸۶ ک‌گ
- یادبود یاشار دوغو آنتالیا ۲۰۲۴ – ۹۲ ک‌گ
- جایزه بزرگ زاگرب ۲۰۲۵ – ۹۲ ک‌گ

### تیمی
- جام جهانی کشتی آیووا ۲۰۲۲

## فعالیت حرفه‌ای ورزشی

### زیر ۲۳ سال جهان ۲۰۲۱
در وزن ۹۲ کیلوگرم امیرحسین فیروزپور پس از استراحت در دور اول در دور دوم با نتیجه ۱۱ بر صفر کولیو دمیتروف از بلغارستان را از پیش رو برداشت. وی در دور بعد و در مرحله یک چهارم نهایی با نتیجه ۱۱ بر صفر بکزات اورکیمبای از قزاقستان را مغلوب کرد و راهی مرحله نیمه نهایی شد. فیروزپور در این مرحله با نتیجه ۱۰ بر ۷ مغلوب عثمان نورماگمدوف دارنده مدال برنز مسابقات جهانی نروژ از جمهوری آذربایجان شد و به دیدار رده‌بندی رفت. وی در این دیدار با نتیجه ۱۰ بر صفر یوهانس مایر از آلمان را شکست داد و به مدال برنز دست یافت.

### قهرمانی آسیا ۲۰۲۲ اولان‌باتور
دروزن ۹۲ کیلوگرم امیرحسین فیروزپور در دور نخست با نتیجه ۱۱ بر صفر آدیلیت داولومبایف دارنده مدال نقره آسیا و برنز بازی های آسیایی از قزاقستان را مغلوب کرد. وی در دور بعد و در مرحله نیمه نهایی با نتیجه ۱۰ بر صفر تاکوما اوتسو دارنده مدال نقره آسیا از ژاپن را از پیش رو برداشت و راهی دیدار فینال شد. فیروز پور در دیدار فینال با نتیجه ۱۱ بر صفر مقابل اورگیلوخ داگوادورج از مغولستان به پیروزی دست یافت و صاحب مدال طلا شد.

### زیر ۲۳ سال جهان ۲۰۲۲
در وزن ۹۲ کیلوگرم امیرحسین فیروزپور در دور اول با نتیجه ۱۱ بر ۲ رضابک آیتموخان از قزاقستان را مغلوب کرد. وی در دور دوم با  نتیجه ۱۱ بر یک ادلان ویسخانوف از فرانسه را از پیش رو برداشت و به مرحله یک چهارم نهایی راه یافت. وی در این مرحله با نتیجه ۱۲ بر صفر تیویر بوال از کانادا را شکست داد و به مرحله نیمه نهایی راه یافت. فیروزپور در این مرحله با نتیجه ۱۷ بر ۶ فیض‌الله آکتورک قهرمان اروپا از ترکیه را مغلوب کرد و به دیدار فینال راه یافت. وی در دیدار پایانی با نتیجه ۱۰ بر صفر جاکوب کاردناس از آمریکا را شکست داد و به مدال طلا دست یافت.

### قهرمانی آسیا ۲۰۲۴ بیشکک
در وزن ۹۲ کیلوگرم امیرحسین فیروزپور در دور نخست با نتیجه ۱۱ بر صفر ساتوشی میورا از ژاپن را از پیش رو برداشت. وی در دور بعد با نتیجه ۱۱ بر صفر شوهی گانگ از چین را مغلوب کرد و به مرحله نیمه نهایی راه یافت. وی در این مرحله مقابل ماگومد شریپوف از بحرین با نتیجه ۱۰ بر صفر به برتری دست یافت و به دیدار فینال رفت. فیروزپور در این دیدار با نتیجه ۸ بر ۳ از سد شرزود پویونوف از ازبکستان گذشت و به مدال طلا دست یافت.

### زیر ۲۳ سال جهان ۲۰۲۴
در وزن ۹۲ کیلوگرم امیرحسین فیروزپور پس از استراحت در دور اول، در دور دوم با نتیجه ۱۳ بر ۱ آیون دمیان از مولداوی را از پیش رو برداشت و به مرحله یک چهارم نهایی راه یافت. وی در این مرحله با نتیجه ۳ بر ۱ از سد گیوی بلیاتزه از یونان گذشت و به مرحله نیمه نهایی راه یافت. فیروزپور در این مرحله با نتیجه ۸ بر ۲ فاتح آلتونباش از ترکیه را مغلوب کرد و به دیدار فینال راه یافت. وی در این دیدار با نتیجه ۱۱ بر ۴ جاکوب کاردناس از آمریکا را از پیش رو برداشت و به مدال طلا دست یافت.

### قهرمانی کشتی آسیا ۲۰۲۵
در وزن ۹۲ کیلوگرم امیرحسین فیروزپور پس از استراحت در دور اول، در دور دوم با نتیجه ۵ بر صفر شرزاد پایانوف از ازبکستان را شکست داد و راهی مرحله نیمه نهایی شد. وی در این مرحله با نتیجه ۱۲ بر صفر عظمت دولتبکوف دارنده مدال برنز جهان از قزاقستان را مغلوب کرد و به دیدار فینال راه یافت. فیروز پور در دیدار فینال با نتیجه ۱۰ بر صفر دیپاک پونیا دارنده مدال نقره جهان از هند را از پیش رو برداشت و به مدال طلا دست یافت.